# Kazuhiro Mori
Kazuhiro Mori, (en japonès: 盛一大, Chiba, 17 de setembre de 1982) és un ciclista japonès, que combina la carretera amb la pista.

## Palmarès en ruta
- 2005
  - Vencedor d'una etapa a la Volta a Hokkaidō
- 2006
  - Vencedor d'una etapa a la Volta a Hokkaidō
- 2008
  - Vencedor de 2 etapes a la Volta a Hokkaidō
- 2009
  - Medalla d'or als Jocs de l'Àsia de l'Est en contrarellotge per equips (amb Makoto Iijima, Kazuo Inoue i Hayato Yoshida)
  -  Campió del Japó en contrarellotge
  - Vencedor d'una etapa a la Volta a Hokkaidō
- 2010
  - 1r al Volta a la Mar de la Xina Meridional
- 2011
  - 1r a la Volta a Okinawa

## Palmarès en pista
- 2012
  - Campió d'Àsia en Puntuació

### Resultats a laCopa del Món en pista
- 2008-2009
  - 1r a Copenhaguen, en Scratch